# Universidade Washington em St. Louis
A Universidade Washington em St. Louis é uma prestigiosa universidade particular de pesquisa localizada na Grande St. Louis, Missouri. Fundada em 1853 e nomeada em homenagem a George Washington, a faculdade tem estudantes e professores de todos os 50 estados americanos e mais de 125 nações. 24 ganhadores do prêmio Nobel já foram ligados à Universidade Washington, nove tendo feito a maior parte de seus trabalhos pioneiros na universidade.